# Ormosia brevicalcarata
Ormosia brevicalcarata är en tvåvingeart som beskrevs av Alexander 1927. Ormosia brevicalcarata ingår i släktet Ormosia och familjen småharkrankar. Inga underarter finns listade i Catalogue of Life.